# Alchemilla subsplendens
Alchemilla subsplendens é uma espécie de rosácea do gênero Alchemilla, pertencente à família Rosaceae.